# Bùi Hồng Minh
Bùi Hồng Minh (sinh 17 tháng 10 năm 1971) là một chính khách Việt Nam. Ông hiện là Phó Trưởng ban chuyên trách Ban Chỉ đạo Đổi mới và Phát triển doanh nghiệp. Ông nguyên là Thứ trưởng Bộ Xây dựng, nguyên Ủy viên Ban Thường vụ Đảng ủy Khối doanh nghiệp Trung ương, nguyên Bí thư Đảng ủy, Chủ tịch Hội đồng Thành viên, Tổng giám đốc Tổng công ty Xi măng Việt Nam..

## Tiểu sử
Ông Minh quê quán tại Hà Bình, Hà Trung, Thanh Hoá, hiện cư trú tại Quận Thanh Xuân, Hà Nội. Ông có bằng  Cử nhân Tài chính - Kế toán và Thạc sỹ Quản trị Kinh doanh. .

### Quá trình công tác
- Từ 10/1992 đến 09/1995: Chuyên viên Tài chính Kế toán - Phòng Kế toán Thống kê Tài chính, Công ty xi măng Hà Tiên 2.
- Từ 10/1995 - 12/1999: Chuyên viên Tài chính Kế toán - Phòng Kế toán Thống kê Tài chính, Tổng công ty xi măng Việt Nam.
- Từ 01/2000 - 03/2001: Phó phòng Kế toán Thống kê Tài chính - Công ty xi măng Bút Sơn
- Từ 04/2001 - 14/02/2002: Trưởng phòng KTTKTC - Công ty xi măng Bút Sơn
- Từ 15/02/2002 - 04/2006: Kế toán trưởng Công ty xi măng Bút Sơn
- Từ 05/2006 - 03/2007: Uỷ viên HĐQT, Kế toán trưởng Công ty cổ phần xi măng Bút Sơn.
- Từ 04/2007 - 05/2008: Giám đốc Ban chuẩn bị thành lập Công ty tài chính - Tổng công ty xi măng Việt Nam.
- Từ 05/2008 - 01/09/2011: Bí thư Chi bộ, Uỷ viên Hội đồng quản trị, Tổng giám đốc Công ty Tài chính cổ phần xi măng.
- Từ 01/09/2011 đến 24/12/2013: Tổng Giám đốc Công ty cổ phần xi măng Bỉm Sơn,
- Từ 01/09/2011 đến 14/02/2014: Bí thư Đảng ủy Công ty cổ phần xi măng Bỉm Sơn
- Từ 18/04/2012 đến 23/4/2018: Thành viên Hội đồng quản trị Công ty CP xi măng Bỉm Sơn
- Từ 24/12/2013 đến 20/9/2017: Phó Tổng Giám đốc Tổng Công ty CN xi măng Việt Nam.
- Từ 23/8/2017 đến ngày 23/4/2018: Chủ tịch Hội đồng quản trị Công ty CP xi măng Bỉm Sơn.
- Từ 21/9/2017 đến tháng 8 năm 2019: Tổng Giám đốc Tổng Công ty Công nghiệp xi măng Việt Nam.
- Từ tháng 8 năm 2019: Chủ tịch Hội đồng thành viên Tổng Công ty Công nghiệp xi măng Việt Nam.
- Từ ngày 1 tháng 6 năm 2021 đến ngày 1 tháng 4 năm 2024: Thứ trưởng Bộ Xây dựng.
- Từ 01/04/2024: Phó Trưởng ban chuyên trách Ban Chỉ đạo Đổi mới và Phát triển doanh nghiệp.

## Kỷ luật
Chiều 22/2/2023, Ủy ban Kiểm tra Trung ương cho biết, ông Bùi Hồng Minh vi phạm ảnh hưởng đến uy tín của tổ chức đảng và ngành xi măng Việt Nam, "đến mức phải xem xét kỷ luật". Ủy ban Kiểm tra Trung ương nhận thấy, ông Minh trên các cương vị công tác đã vi phạm nguyên tắc tập trung dân chủ, quy chế làm việc, những điều đảng viên không được làm. Ông cũng vi phạm trách nhiệm nêu gương trong lãnh đạo, điều hành hoạt động sản xuất, kinh doanh và công tác cán bộ; có nguy cơ mất vốn đầu tư. Cơ quan Kiểm tra Trung ương xác định Ban Thường vụ Đảng ủy Tổng công ty Xi măng Việt Nam nhiệm kỳ 2015-2020 và một số tổ chức, cá nhân cũng có trách nhiệm trong các vi phạm, khuyết điểm nêu trên.
Ngày 28/7/2023 chính phủ quyết định thi hành kỷ luật bằng hình thức cảnh cáo đối với ông Bùi Hồng Minh, Thứ trưởng Bộ Xây dựng, do đã có vi phạm trong công tác và Ủy ban Kiểm tra T.Ư đã thi hành kỷ luật về Đảng. Báo Nông Nghiệp Việt Nam hồi Tháng Ba cho biết trong một loạt các vụ bê bối tại công ty Xi Măng Hoàng Thạch, Tài Chính Xi Măng CFC, Xi Măng Bỉm Sơn, đều có vai trò, trách nhiệm của ông Bùi Hồng Minh khi làm lãnh đạo và để xảy ra sai phạm tại các doanh nghiệp con của VICEM. Cụ thể, ông Minh được ghi nhận ký hợp đồng tín dụng cho công ty Med Aid Công Minh vay 80 tỷ đồng ($3.3 triệu) và sau đó khoản tiền này trở thành “nợ khó đòi.” Ông Minh quyết định đầu tư hơn 100 tỷ đồng ($4.2 triệu) mua lại cổ phần của công ty Xi Măng Miền Trung (CRC) với giá cao hơn rất nhiều giá cổ phiếu của công ty mẹ. Do công ty CRC làm ăn bết bát, quyết định nêu trên của ông Minh khiến công ty Xi Măng Bỉm Sơn phải trích lập dự phòng đầu tư tài chính và dự phòng “nợ khó đòi” lên tới hàng trăm tỷ đồng (hàng triệu đô la). 